# Oscar Farinetti
Pour les articles homonymes, voir Farinetti.
Oscar Farinetti (prénom d'état civil, Natale, né le 24 septembre 1954 à Alba) est un chef d'entreprise italien, créateur de la chaîne Eataly.